# Survivor Series (2006)
Survivor Series (2006) foi um evento em pay-per-view de wrestling profissional produzido pela WWE, que ocorreu em 26 de novembro de 2006, no Wachovia Center, na Filadélfia, Pensilvânia. Foi o vigésimo evento Survivor Series anual.
A principal luta da divisão SmackDown foi King Booker versus Batista pelo World Heavyweight Championship, durante a qual Batista venceu após nocautear Booker com o cinturão do World Heavyweight Championship. Já o principal combate do Raw e da ECW foi entre o Time Cena (John Cena, Bobby Lashley, Kane, Sabu e Rob Van Dam) versus Time Big Show (Big Show, Test, Finlay, Montel Vontavious Porter e Umaga) em uma luta de eliminação. Time Cena ganhou a luta após o próprio John Cena eliminar, por último, Big Show. Outras lutas incluiram Chris Benoit defendendo o WWE United States Championship contra Chavo Guerrero e Time DX (Triple H, Shawn Michaels, Jeff Hardy, CM Punk e Matt Hardy) derrotando Time Rated-RKO (Edge, Randy Orton, Johnny Nitro, Mike Knox e Gregory Helms). Essa foi a primeira vez desde a criação das divisões ("brands") que os times do Survivor Series tiveram lutadores de diferentes divisões.

## Antes do evento
Survivor Series teve lutas de wrestling profissional de diferentes lutadores com rivalidades e histórias pré-determinadas que se desenvolveram no Raw e SmackDown — programas de televisão da WWE. Os lutadores interpretaram um vilão ou um mocinho seguindo uma série de eventos para gerar tensão, culminando em várias lutas.

## Evento

### Pré-show
| Papel:          | Nome:                                           |
| --------------- | ----------------------------------------------- |
| Comentaristas   | Michael Cole (Smackdown!)                       |
| Comentaristas   | John "Bradshaw" Layfield (Smackdown!)           |
| Comentaristas   | Jerry Lawler (Raw)                              |
| Comentaristas   | Jim Ross (Raw)                                  |
| Comentaristas   | Carlos Cabrera (Espanhol)                       |
| Comentaristas   | Hugo Savinovich (Espanhol)                      |
| Repórteres      | Todd Grisham                                    |
| Repórteres      | Kristal Marshall                                |
| Anunciadores    | Lilian Garcia (Raw)                             |
| Anunciadores    | Tony Chimel (Smackdown!)                        |
| Árbitros        | Mike Chioda (Raw)                               |
| Árbitros        | Jack Doan (Raw)                                 |
| Árbitros        | Chad Patton (Raw)                               |
| Árbitros        | Jim Korderas (Smackdown!)                       |
| Árbitros        | Charles Robinson (Smackdown!)                   |
| Árbitros        | Nick Patrick (Smackdown!)                       |
| Árbitros        | Mickie Henson (ECW)                             |
| Gerentes Gerais | Theodore Long (Smackdown!)                      |
| Gerentes Gerais | Jonathan Coachman (Assistente Executivo do Raw) |
| Gerentes Gerais | Paul Heyman (Representante da ECW)              |

Uma luta não-televisionada ("dark match") aconteceu antes do evento, onde Carlito derrotou Charlie Haas.

### Lutas preliminares
A primeira luta do evento foi uma tradicional luta de eliminação entre dois times de cinco membros cada: o Time Lendas, Ron Simmons, Dusty Rhodes e Sgt. Slaughter, capitaneados por Ric Flair e acompanhados ao ringue por Arn Anderson; e o time Spirit Squad, Johnny, Mikey, Nicky, capitaneados por Kenny e acompanhados ao ringue por Mitch. A primeira eliminação da luta aconteceu quando Simmons tentou perseguir Mitch para fora do ringue, não retornando até a contagem de 10 do árbitro, sendo eliminado. Por ter puxado o tornozelo de Simmons, Mitch acabou sendo banido da área do ringue. Por ter atacado Mitch, Anderson também foi banido. A segunda eliminação ocorreu quando Slaughter aplicou seu cobra clutch em Nicky. Uma distração entre Rhodes e Kenny permitiu que Johnny chutasse a cabeça de Slaughter, o nocauteando e permitindo que Nicky o eliminasse. Ainda desorientado pelo ataque de Slaughter, Nicky foi eliminado por Rhodes após um elbow drop. Rhodes foi eliminado por Kenny após errar um Bionic Elbow e sofrer um schooboy pin. A quinta eliminação aconteceu quando Flair, colocando ilegalmente os pés nas cordas, eliminou Mikey. Flair ainda eliminou Kenny usando um inside craddle, antes de aplicar seu Figure Four leglock em Johnny, o fazendo desistir e ganhando a luta para seu time. Após o fim do combate, os cinco membros do Spirit Squad voltaram a atacar Flair.
No segundo combate da noite, Chavo Guerrero, acompanhando ao ringue por sua tia Vickie Guerrero, desafiou Chris Benoit pelo United States Championship. Em certo momento, Benoit estava a ponto de aplicar seu movimento de submissão Crippler Crossface em Chavo, mas Vickie interferiu na luta, colocando o pé de seu sobrinho nas cordas e forçando o árbitro a quebrar a submissão. Vickie voltou a interferir, impedindo que Benoit aplicasse um diving headbutt em Chavo. A luta acabou quando Chavo chutou Benoit, que acabou nocauteando Vickie da beirada do ringue. Benoit aplicou um Crippler Crossface em Chavo, que desistiu, dando a vitória a Benoit.
Lita lutou seu último combate ao defender o Women's Championship contra Mickie James na terceira luta do evento. A luta acabou quando Mickie aplicou um Mickie-DT em Lita, ganhando o título. Após a luta, Cryme Tyme (Shad e JTG) levaram ao ringue uma caixa com os pertences de Lita, leiloando os bens de Lita para a platéia.
O segundo combate tradicional do Survivor Series foi entre o Time DX, CM Punk e os Hardy Boyz (Matt e Jeff Hardy), capitaneados por D-Generation X (Triple H e Shawn Michaels); e o Time Rated-RKO, Johnny Nitro (acompanhado ao ringue por Melina), Gregory Helms e Mike Knox (acompanhado ao ringue por Kelly Kelly), capitaneados por Rated-RKO (Randy Orton e Edge). Logo antes da luta começar, Triple H convenceu Kelly a mostrar seus seios. Enciumado, Knox começou uma discussão com Triple H. Com Knox distraído, Michaels lhe aplicou um Sweet Chin Music, o eliminando da luta. A segunda eliminação aconteceu quando Nitro desistiu após Punk lhe aplicar um Anaconda Vise. Helms foi o próximo eliminado, após uma Extreme Combination (Twist of Fate de Matt e Swanton Bomb de Jeff). Com todos os membros de seu time eliminados, Edge e Orton decidiram abandonar a luta, mas foram interceptados pelos Hardy Boyz. Após ser atacado por todos os membros do time oposto, Edge foi eliminado após um Sweet Chin Music de Michaels. Após a eliminação de Edge, Orton tentou novamente fugir, outra vez sendo interceptado pelos Hardys e CM Punk. Após um Pedigree de Triple H, Orton foi eliminado. Com isso, o time DX ganhou o combate.

### Lutas principais

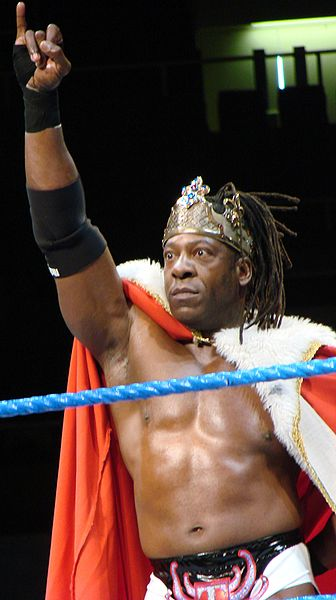
King Booker defendeu o World Heavyweight Championship contra Batista

A quinta luta da noite foi uma First Blood entre Mr. Kennedy e The Undertaker. Logo em sua entrada, Kennedy arrancou a proteção de dois córneres, expondo o metal dos mesmos. Os dois lutaram pela área ao redor do ringue, batendo-se contra as mesas dos comentaristas, contra a barricada de proteção, contra os degraus e contra os postes. Durante a luta, Montel Vontavious Porter (MVP) interferiu, usando uma cadeira para atacar Undertaker, lhe fazendo sangrar e acabando a luta. Após o fim do combate, Kennedy continuou a atacar Undertaker, lhe batendo com um microfone. Undertaker se vingou, no entanto, lhe aplicando um Tombstone Piledriver, também lhe fazendo sangrar.
MVP se aliou a Test, Finlay, Umaga, acompanhados ao ringue por Armando Estrada e capitaneados por Big Show para enfrentar o time de Rob Van Dam, Sabu, Bobby Lashley e Kane, capitaneados por John Cena na última luta 5-contra-5 do evento. A primeira eliminação da luta foi a de Umaga, que foi desqualificado após atacar os membros do time rival com um monitor. MVP foi o segundo eliminado, após sofrer um Five-Star Frog Splash de Van Dam, que foi imediatamente eliminado após um big boot de Test, que foi eliminado em seguida, após um Tornado DDT de Sabu. O quinto eliminado foi o próprio Sabu, que recebeu um Chokeslam de Big Show. Enquanto Little Bastard distraia o árbitro e o time de Cena, Finlay nocauteou Kane com seu shillelagh. Big Show aplicou um Chokeslam em Kane, o eliminando. Lashley eliminou Finlay após um Spear. Cena eliminou Big Show após um FU, ganhando, para seu time, o combate.
O Gerente Geral do SmackDown Theodore Long foi ao ringue, anunciando que, na próxima luta entre o Campeão Mundial dos Pesos-Pesados King Booker (acompanhado por Queen Sharmell) e Batista pelo título, teria uma nova estipulação: se Booker fosse desqualificado ou sofresse contagem, ele perderia o título. Em certo momento, Batista aplicou em Booker sua Batista Bomb. Com o árbitro distraído, Sharmell deu a Booker o cinturão do World Heavyweight Championship. Ela distraiu o árbitro, mas King Booker não conseguiu acertar Batista com o título, sendo ele mesmo nocauteado por Batista usando o cinturão. Batista derrotou Booker e se tornou o novo campeão.

## Após o evento
No Raw da noite seguinte, Triple H, Shawn Michaels e Ric Flair derrotaram o Spirit Squad. Esse foi o fim do grupo.
Bobby Lashley, um dos dois vencedores da luta Survivor Series do time Cena, enfrentou Test, Rob Van Dam, CM Punk, Hardcore Holly e Big Show em uma luta Extreme Elimination Chamber pelo ECW World Heavyweight Championship de Show no December to Dismember. Lashley venceu a luta e se tornou o novo campeão.
Duas revanches aconteceram no Armageddon: Chris Benoit novamente derrotou Chavo Guerrero para manter o United States Championship e The Undertaker derrotou Mr. Kennedy, dessa vez em uma luta Last Ride. Também envolvidos na luta de eliminação entre o time de Cena e o time de Big Show, Kane derrotou MVP no Armageddon, em uma luta luta Inferno. Na última luta do Armageddon, Batista e John Cena derrotariam King Booker e Finlay.

## Recepção
O evento recebeu críticas negativas. O website canadense Canadian Online Explorer deu ao evento uma nota total de 4.7 em 10, dizendo este ter sido o pior evento em pay-per-view de 2006, com a luta de eliminação entre o Time Lendas e Spirit Squad sendo a pior da noite, e o combate entre Chris Benoit e Chavo Guerrero, o melhor.

## Resultados
| Nº                                          | Resultados | Estipulações                                                     | Tempo |
| ------------------------------------------- | --- | ---------------------------------------------------------------- | ----- |
| Dark                                        | Carlito derrotou Charlie Haas | Luta individual                                                  | 05:00 |
| 1                                           | Time Lendas (Ric Flair, Sgt. Slaughter, Dusty Rhodes e Ron Simmons) (com Arn Anderson) derrotou Spirit Squad (Kenny, Johnny, Nicky e Mikey) (com Mitch)                                 | Tradicional luta 4-contra-4 do Survivor Series                   | 10:31 |
| 2                                           | Chris Benoit (c) derrotou Chavo Guerrero (com Vickie Guerrero) | Luta individual pelo Campeonato dos Estados Unidos da WWE        | 08:19 |
| 3                                           | Mickie James derrotou Lita (c) | Luta individual pelo Campeonato Feminino da WWE                  | 08:18 |
| 4                                           | Time DX (Triple H, Shawn Michaels, Jeff Hardy, Matt Hardy e CM Punk) derrotou Time Rated-RKO (Edge, Randy Orton, Gregory Helms, Mike Knox e Johnny Nitro) (com Melina e Kelly Kelly)    | Tradicional luta 5-contra-5 do Survivor Series                   | 11:30 |
| 5                                           | Mr. Kennedy derrotou The Undertaker | Luta First Blood                                                 | 09:15 |
| 6                                           | Time Cena (John Cena, Rob Van Dam, Sabu, Bobby Lashley e Kane) derrotou Time Big Show (Big Show, Montel Vontavious Porter, Finlay, Test e Umaga) (com Armando Estrada e Little Bastard) | Tradicional luta 5-contra-5 do Survivor Series                   | 12:35 |
| 7                                           | Batista derrotou King Booker (c) (com Queen Sharmell) | Luta individual pelo Campeonato Mundial dos Pesos-Pesados da WWE | 13:58 |
| (c) – Refere-se aos campeões antes da luta. | |                                                                  |       |

### Eliminações da luta Survivor Series

#### Time Lendas vs. Spirit Squad
| # Eliminação | Lutador                 | Time                    | Eliminado por           | Movimento de eliminação       | Tempo                   |
| ------------ | ----------------------- | ----------------------- | ----------------------- | ----------------------------- | ----------------------- |
| 1            | Ron Simmons             | Time Lendas             | Contagem                | Contagem                      | 01:54                   |
| 2            | Sgt. Slaughter          | Time Lendas             | Nicky                   | Spinning wheel kick de Johnny | 06:27                   |
| 3            | Nicky                   | Spirit Squad            | Dusty Rhodes            | Elbow drop                    | 06:54                   |
| 4            | Dusty Rhodes            | Time Lendas             | Kenny                   | Schoolboy pin                 | 08:25                   |
| 5            | Mikey                   | Spirit Squad            | Ric Flair               | Pinfall com elevação          | 09:13                   |
| 6            | Kenny                   | Spirit Squad            | Ric Flair               | Inside craddle                | 09:49                   |
| 7            | Johnny                  | Spirit Squad            | Ric Flair               | Figure Four leglock           | 10:31                   |
| Survivor:    | Ric Flair (Time Lendas) | Ric Flair (Time Lendas) | Ric Flair (Time Lendas) | Ric Flair (Time Lendas)       | Ric Flair (Time Lendas) |

#### Time DX vs. Time Rated-RKO
| # Eliminação | Lutador                                                              | Time                                                                 | Eliminado por                                                        | Movimento de eliminação                                              | Tempo                                                                |
| ------------ | -------------------------------------------------------------------- | -------------------------------------------------------------------- | -------------------------------------------------------------------- | -------------------------------------------------------------------- | -------------------------------------------------------------------- |
| 1            | Mike Knox                                                            | Time Rated-RKO                                                       | Shawn Michaels                                                       | Sweet Chin Music                                                     | 00:40                                                                |
| 2            | Johnny Nitro                                                         | Time Rated-RKO                                                       | CM Punk                                                              | Anaconda Vise                                                        | 04:54                                                                |
| 3            | Gregory Helms                                                        | Time Rated-RKO                                                       | Matt Hardy                                                           | Extreme Combination                                                  | 09:53                                                                |
| 4            | Edge                                                                 | Time Rated-RKO                                                       | Shawn Michaels                                                       | Sweet Chin Music                                                     | 10:35                                                                |
| 5            | Randy Orton                                                          | Time Rated-RKO                                                       | Triple H                                                             | Pedigree                                                             | 11:30                                                                |
| Survivors:   | Triple H, Shawn Michaels, Jeff Hardy, Matt Hardy e CM Punk (Time DX) | Triple H, Shawn Michaels, Jeff Hardy, Matt Hardy e CM Punk (Time DX) | Triple H, Shawn Michaels, Jeff Hardy, Matt Hardy e CM Punk (Time DX) | Triple H, Shawn Michaels, Jeff Hardy, Matt Hardy e CM Punk (Time DX) | Triple H, Shawn Michaels, Jeff Hardy, Matt Hardy e CM Punk (Time DX) |

#### Time Big Show vs. Time Cena
| # Eliminação | Lutador                               | Time                                  | Eliminado por                         | Movimento de eliminação               | Tempo                                 |
| ------------ | ------------------------------------- | ------------------------------------- | ------------------------------------- | ------------------------------------- | ------------------------------------- |
| 1            | Umaga                                 | Time Big Show                         | Desqualificação                       | Desqualificação                       | 00:58                                 |
| 2            | MVP                                   | Time Big Show                         | Rob Van Dam                           | Five-Star Frog Splash                 | 05:31                                 |
| 3            | Rob Van Dam                           | Time Cena                             | Test                                  | Big Boot                              | 05:47                                 |
| 4            | Test                                  | Time Big Show                         | Sabu                                  | Tornado DDT                           | 06:19                                 |
| 5            | Sabu                                  | Time Cena                             | Big Show                              | Chokeslam                             | 06:35                                 |
| 6            | Kane                                  | Time Cena                             | Big Show                              | Chokeslam                             | 07:26                                 |
| 7            | Finlay                                | Time Big Show                         | Bobby Lashley                         | Spear                                 | 10:28                                 |
| 8            | Big Show                              | Time Big Show                         | John Cena                             | FU                                    | 12:35                                 |
| Survivors:   | John Cena e Bobby Lashley (Time Cena) | John Cena e Bobby Lashley (Time Cena) | John Cena e Bobby Lashley (Time Cena) | John Cena e Bobby Lashley (Time Cena) | John Cena e Bobby Lashley (Time Cena) |